# Сяи
Сяи́ (кит. упр. 夏邑, пиньинь Xiàyì) — уезд городского округа Шанцю провинции Хэнань (КНР).

## История
При империи Цинь в этих местах существовали уезды Лисянь (栗县) и Цисян (祁乡县). После основания империи Хань появился ещё и уезд Цзяньпин (建平县). Затем эти уезды были преобразованы в удельные владения.
При империи Восточная Цзинь был создан округ Матоу (власти которого разместились в бывшем административном центре уезда Цзяньпин), в который вошли уезды Цисянь (蕲县), Цзиу (己吾县) и Сяи (下邑县). При империи Северная Вэй в 526 году власти уезда Сяи перебрались в бывший административный центр уезда Лисянь. При империи Северная Ци округ Матоу был расформирован.
После чжурчжэньского завоевания, когда эти земли вошли в состав империи Цзинь, написание названия уезда Сяи было изменено с 下邑县 на 夏邑县.
В марте 1949 года был образован Специальный район Шанцю (商丘专区), и уезд вошёл в его состав. В декабре 1958 года Специальный район Шанцю был присоединён к Специальному району Кайфэн (开封专区), но в 1961 году был воссоздан . В 1968 году Специальный район Шанцю был переименован в Округ Шанцю (商丘地区).
В июне 1997 года были расформированы город Шанцю, уезд Шанцю и округ Шанцю, и был образован городской округ Шанцю.

## Административное деление
Уезд делится на 11 посёлков и 13 волостей.